# Ramblin' Jack Elliott
Ramblin' Jack Elliott, rodným jménem Elliot Charles Adnopoz (* 1. srpna 1931) je americký zpěvák a kytarista. Narodil se do židovské rodiny a studoval na brooklynské střední škole Midwood High School, kterou úspěšně dokončil roku 1949. Svou kariéru zahájil buskingem na newyorských ulicích a později vystupoval v Evropě za doprovodu banjisty Derrolla Adamse. V té době nahrál v Londýně několik alb pro hudební vydavatelství Topic Records a nadále zde vystupoval po malých sálech.

## Diskografie
- Woody Guthrie's Blues (1955)
- Jack Elliot Sings (1957)
- Jack Takes the Floor (1958)
- Ramblin' Jack Elliott in London (1958)
- Ramblin' Jack Elliott Sings Songs by Woody Guthrie and Jimmie Rodgers (1960)
- Jack Elliott Sings the Songs of Woody Guthrie (1960)
- Songs to Grow On by Woody Guthrie, Sung by Jack Elliott (1961)
- Ramblin' Jack Elliott (1961)
- Country Style (1962)
- Jack Elliott (1964)
- Young Brigham (1968)
- Bull Durham Sacks & Railroad Tracks (1970)
- Kerouac's Last Dream (1981)
- South Coast (1995)
- Friends of Mine (1998)
- The Long Ride (1999)
- I Stand Alone (2006)
- A Stranger Here (2009)